# Parti socialiste français (1919)
Pour les articles homonymes, voir Parti socialiste français.
 (novembre 2017).
Si vous disposez d'ouvrages ou d'articles de référence ou si vous connaissez des sites web de qualité traitant du thème abordé ici, merci de compléter l'article en donnant les références utiles à sa vérifiabilité et en les liant à la section « Notes et références ».
Le Parti socialiste français (abrégé en PSF), deuxième du nom, est un parti politique français, créé en 1920 et disparu en 1935.

## Historique
Dans l'approche des élections législatives de 1919, la SFIO décide de se retirer de l'Union sacrée et de présenter ses propres listes dans tous les départements. Les partisans d'un maintien dans l'Union, membres de l'aile-droite du parti, se présentent alors sur des listes dissidentes ou de « concentration républicaine » ; ils sont de ce fait exclus de la SFIO. Sur treize députés dissidents, quatre sont réélus dans la Seine ; ils siègent durant la législature parmi les Non-inscrits.
Le Parti socialiste français (PSF) est officiellement lancé le 16 mars 1920. Ces membres fondateurs sont Arthur Levasseur, Jules Aubriot, Arthur Rozier et Jacques Lauche, députés ; Frédéric Brunet, Victor Dejeante, Henri Doizy, Aristide Jobert, André Lebey, Lucien Lecointe, Hippolyte Mauger, Édouard Pouzet, Jean Bon et Adrien Veber, anciens députés. En choisissant ce nom, ils revendiquent l'héritage de Jean Jaurès et du premier Parti socialiste français fondé en 1902 par celui-ci.
Aux élections législatives de 1924, il participe au Cartel des gauches avec le Parti radical-socialiste, la SFIO, le Parti républicain-socialiste et les radicaux indépendants. Il obtient quelques députés qui siègent au sein du groupe Républicain socialiste et socialiste français avec les élus du PRS. 
Cette union parlementaire sera suivie par la fusion des deux partis le 30 mai 1926 dans le Parti républicain socialiste et socialiste français (PRSSF). Cependant, la chute du Cartel et la question d'une participation au gouvernement d'union nationale de Raymond Poincaré scinde le nouveau parti en deux tendances : la base militante principalement issue du PSF, ne souhaite pas soutenir le gouvernement Poincaré, tandis que la majorité des élus y sont favorables (Aristide Briand et Paul Painlevé sont d'ailleurs nommés ministres). Cette dissension se termine le 20 mai 1928 par une scission des « unionistes » au sein d'un nouveau Parti républicain-socialiste, menée par Maurice Viollette. À la suite des élections législatives de 1928, le PRSSF obtient 13 députés qui forment un groupe du même nom, séparé des 18 élus républicains-socialistes. Lors du congrès de décembre 1929, le PRSSF reprend le nom de Parti socialiste français, dirigé par Georges Etienne et Anatole de Monzie.
En 1932, avec la victoire du second Cartel des gauches dont il est membre, le PSF forme à nouveau un groupe commun avec les élus du PRS (Groupe Parti socialiste français et Parti républicain-socialiste). Dès l'ouverture de la législature, SFIO et radicaux ne s'entendent pas sur la politique à mener. Édouard Herriot forme alors un gouvernement de concentration républicaine avec le soutien du centre-droit (Alliance démocratique et radicaux indépendants). Anatole de Monzie y est nommé ministre de l'Éducation nationale et occupe le poste dans les différents gouvernements jusqu'en 1934.
En 1935, le PSF fusionne avec le Parti républicain-socialiste et le Parti socialiste de France-Union Jean Jaurès (scission néo-socialiste de la SFIO) au sein de l'Union socialiste républicaine (USR).

## Positionnement
Le PSF réunit l'aile droite de la Section française de l'Internationale ouvrière. Il se revendique comme « moins révolutionnaire que la SFIO, moins modéré que le parti radical-socialiste » et se réclame du réformisme et parfois du possibilisme.
Précurseur de la social-démocratie, il est partisan du maintien d'une économie privée, hormis des nationalisations dans certains secteurs (mines et énergie, transport, banque). 
Il participe et soutien tous les gouvernements du Cartel des gauches (avec la SFIO) ou de « concentration républicaine » (avec le centre-droit), mais refuse de se joindre au différents gouvernements d'union nationale formés avec les partis conservateurs (comme la Fédération républicaine).

## Personnalités

### Membres de gouvernements
- Arthur Levasseur, Haut-Commissaire au Logement du 17 avril 1925 au 17 juillet 1926 dans les gouvernements Painlevé (2), (3), Briand (8), (9) et (10)
- César Chabrun, Sous-secrétaire d’État à l'Enseignement technique du 21 au 25 février 1930 dans le gouvernement Chautemps (1)
- Frédéric Brunet, Sous-secrétaire d'État à l'Enseignement technique du 13 décembre 1930 au 22 janvier 1931 dans le gouvernement Steeg
- Anatole de Monzie, Ministre de l'Éducation nationale du 3 juin 1932 au 27 janvier 1934 dans les gouvernements Herriot (3), Paul-Boncour, Daladier (1), Sarraut (1) et Chautemps (2)
- Maxence Bibié, Sous-secrétaire d'État à l'Économie nationale du 26 octobre au 16 novembre 1933 dans le gouvernement Sarraut (1) ; Sous-secrétaire d'État à la France d'Outre-mer du 30 janvier au 9 février 1934 dans le gouvernement Daladier (2)

### Parlementaires
- Arthur Levasseur, député de la Seine de 1919 à 1928
- Jules Aubriot,  député de la Seine de 1919 à 1928
- Arthur Rozier,  député de la Seine de 1919 à 1924
- Jacques Lauche, député de la Seine de 1919 à 1920
- Frédéric Brunet, député de la Seine de 1924 à 1932 ; Président du Conseil général de la Seine (1923-1924)
- Victor Dejeante, député de la Seine de 1924 à 1927
- Louis Jaurès, député de la Seine de 1924 à 1928
- Lucien Lecointe, député de la Somme de 1924 à 1928 puis 1932 à 1936 ; Maire d'Amiens (1925-1940)
- César Chabrun, député de la Mayenne de 1924 à 1932
- Joseph Boüessé, député de la Mayenne de 1928 à 1936
- André Breton, député du Cher de 1928 à 1936
- Gabriel Debrégéas, député de la Haute-Vienne de 1928 à 1940, rejoint la SFIO en 1932
- Émile Faure, député de l'Indre-et-Loire de 1928 à 1936
- Albert Forcinal, député de l'Eure de 1928 à 1942
- Camille Planche, député de l'Allier de 1928 à 1940, rejoint la SFIO en 1932
- Charles Pomaret, député de l'Aveyron de 1928 à 1942, rejoint le Parti républicain-socialiste en 1931
- Camille Riffaterre, député de la Creuse de 1928 à 1940, rejoint la SFIO en 1932
- Marc de Molènes, député de la Dordogne de 1932 à 1934
- Pierre Viénot, député des Ardennes de 1932 à 1940

Parlementaires issus du PRS et restés dans le PSF après 1928 :
- Anatole de Monzie, sénateur du Lot de 1920 à 1929, député du Lot de 1929 à 1940
- Maxence Bibié, député de la Dordogne de 1924 à 1940
- Henri Philippoteaux, député des Ardennes de 1919 à 1930 ; Maire de Rocroi (1912-1925), rejoint le Parti radical-socialiste en 1928
- Henri Triballet, député de l'Eure-et-Loir de 1924 à 1942
- Georges Boully, député de l'Yonne de 1924 à 1928 puis de 1932 à 1936

### Autres
- Marceau Pivert (1895-1958), futur dirigeant d'extrême-gauche fut membre du PSF entre 1920 et 1924[3].